# Urva
|  | Per a altres significats, vegeu «Urva (desambiguació)». |

Urva és un gènere de mamífers carnívors de la família de les mangostes (Herpestidae). Conté nou espècies asiàtiques que anteriorment es classificaven en el gènere Herpestes. Estudis genètics duts a terme a principis del segle xxi indicaren que no tenien una relació especialment propera amb les mangostes africanes i europees, per la qual cosa foren traslladades al seu propi gènere. Els representants d'aquest grup tenen una distribució amplíssima que va des de la península Aràbiga a l'oest fins a l'illa indonèsia de Java a l'est.